# バルザム型情報収集艦
| バルザム型情報収集艦                                                                                  | バルザム型情報収集艦                       | バルザム型情報収集艦 |
| --- | ------------------------------------------ | -------------------- |
| 米国ノーフォーク沖でのNATO軍事演習「オーシャン・サファリ85」に現れた「SSV-516 リラ」（1985年8月28日） |                                            |                      |
| 艦級概観                                                                                              |                                            |                      |
| 艦種                                                                                                  | 偵察艦                                     | 偵察艦               |
| 排水量                                                                                                | 基準：3,100t                               | 基準：3,100t         |
| 排水量                                                                                                | 満載：4,900t                               |                      |
| 全長                                                                                                  | 105 m                                      | 105 m                |
| 全幅                                                                                                  | 15.5 m                                     | 15.5 m               |
| 喫水                                                                                                  | 5 m                                        | 5 m                  |
| 機関                                                                                                  | ディーゼルエンジン（8,000馬力）            | 2基                  |
| 機関                                                                                                  | 推進                                       | 2軸                  |
| 速力                                                                                                  | 最大20ノット                               | 最大20ノット         |
| 航続距離                                                                                              | 7,000 浬/16 kn                             | 7,000 浬/16 kn       |
| 乗員                                                                                                  | 200 名                                     | 200 名               |
| 兵装                                                                                                  | 9K32「ストレラ2」艦対空ミサイル8連装発射機 | 2基                  |
| 兵装                                                                                                  | AK-630M30mm6砲身機関砲                     | 1基                  |

バルザム型情報収集艦（バルザムがたじょうほうしゅうしゅうかん、Balzam class AGI）は、ソビエト連邦/ロシア海軍の情報収集艦である。
バルザム型はNATOコードネームであり、ソ連海軍の計画名は1826型偵察艦（Проект 1826、リラ）である。

## 構造
かつてソ連海軍の情報収集艦は、漁船や測量船に通信装置や情報収集装置を追加したもので、外観も漁船そのものであった。これに対してバルザム型は艦体を灰色に塗装し、レドームや大型マスト、さらには自衛用の機関砲を有するなど、最初から軍事情報収集を目的とした設計がされている。外観は2つのレドームと2本の通信用マストが目立ち、軍事情報収集に適した設計となっている。
また、上構が大きいことから、他船への補給も可能だと考えられている。

## 武装
自衛用とはいえ、ソ連の情報収集艦で固定武装を常備したのもバルザム型が最初であり、艦橋の前方にAK-630M 30mmガトリング砲がある。AK-630Mは、ソ連海軍の軍艦にCIWSとして広く用いられている機関砲であるが、バルザム型にはAK-630M射撃管制用のレーダーが搭載されていないため、ブリッジの上に設置された光学方位盤での手動追尾のみ可能である。
このほか、SA-N-5グレイル艦対空ミサイルの4連装発射機を2基装備する。SA-N-5は東側諸国で広く用いられる赤外線誘導携帯式防空ミサイルシステムである9K32の海軍運用型であり、射程は約5kmである。発射機自体は改良型の9K34の運用も可能である。

## 運用
ソ連海軍初の本格的情報収集艦として量産された本型は、主にアメリカ合衆国本土近海での原子力潜水艦基地やケープカナベラルの大陸間弾道ミサイル打ち上げ試験の監視、北大西洋条約機構（NATO）の軍事演習の偵察・監視などに多用された。
北太平洋及び日本海では、日本の航空自衛隊のレーダーサイトや、海上自衛隊の護衛艦に搭載されている対空レーダーの電子情報の収集活動に従事した。
現在も太平洋艦隊と北方艦隊に所属しており、前身のモマ型情報収集艦や後継のヴィシュニヤ型情報収集艦と共に電子情報収集を行なっている。太平洋では2022年5月から6月にかけては北海道を一周するように航海し、海上自衛隊の多用途支援艦「すおう」とミサイル艇「わかたか」、P-3C哨戒機が警戒に当たった。
練習艦としての性格も有しており、電子戦の戦術訓練のほかに、水兵の航海技術の教育も行なっている。

## 同型艦
全艦カリーニングラードで建造された。
| 艦番号  | 名称                    | 竣役年        | 所属       |
| ------- | ----------------------- | ------------- | ---------- |
| SSV-80  | プリバルチカ Plibaltika | 1984年7月28日 | 太平洋艦隊 |
| SSV-493 | アジヤ                  | 1981年12月3日 | 太平洋艦隊 |
| SSV-516 | リラ                    | 1982年        | 北方艦隊   |
| SSV-571 | ベロモーリエ            | 1986年        | 北方艦隊   |